# Filmband in Silber
Das Filmband in Silber war bis 1998 äußeres Zeichen einer Ehrung bei der Verleihung des Deutschen Filmpreises. Die Auszeichnung ist Teil der Filmförderung der Bundesregierung. Filmbänder in Silber gab es ebenso wie die Filmbänder in Gold in verschiedenen Kategorien.

Seit 1999 wird anstelle des Filmbandes eine Statuette namens Lola vergeben, ebenfalls in Silber für den „zweitbesten“ Film (bis 2007 auch für den auf den dritten Platz gewählten Film; seit 2008 gibt es dafür die Lola in Bronze).